# Партиципативна демократија
Партиципативна демократија је облик демократије који укључује широко суделовање (партиципацију) грађана у доношењу одлука. Обично су у ту концепцију укључени и облици саодлучивања радника унутар предузећа. Ту концепцију нарочито заступају и развијају политички мислиоци нове левице од 1960-их и 1970-их година.
Концепција партиципативне демократије не значи негирање институција представничке демократије, него представља проширивање институција представничке демократије са институцијама директне демократије, као што су референдум (плебисцит), иницијатива и опозив. Демократска партиципација у одлучивању може се формирати у разним видовима као што су месни (локални) зборови грађана, скупови станара, кућни савети, раднички савети и слично.

## Савремена теорија партиципативне демократије
На темељу критике институција представничке демократије и класичног либерализма, политички теоретичари од почетка 1970-их година развијају теорију партиципативне демократије. Једна од значајних теоретичарки је Керол Пејтмен.

### Критика класичног либерализма
У политичкој теорији, Керол Пејтмен је критичарка традиционалних либералних теорија, базираних на идеји друштвеног уговора. Начела и институције савремене либералне демократије темеље се на идеји да су појединци слободни и једнаки; у пракси, међутим, доказује Керол Пејтмен у књизи „Проблем политичке обавезе”, ретке су особе које стварно задовољавају те услове. Појединац мора имати услове за развој, да би могао постајати истински слободан. Либерална теорија претпоставља оно, што у стварности увек треба посебно истраживати: да ли у постојећим околностима заиста сви имају могућност остваривања права која су им формално призната, имајући у виду односе између мушкараца и жена, између радничке, средње и више класе и односе међу различитим расама и етничким групама. Због тих реалних односа, формални појам слободе није довољан. Само разликовање грађанског друштва и државе, које је кључно за либералне доктрине, погрешно је: у стварности, држава никад није онакав независни и непристрасни ауторитет каквим га либерална теорија претпоставља; она је неизбежно уплетена у друштвене борбе, на тај начин да доприноси очувању и обнављању неједнакости свакодневног живота.

### Теорија партиципативне демократије
У књизи „Партиципација и демократска теорија” Керол Пејтмен је дала значајан прилог развоју концепције партиципативне демократије. Доказује да се основна идеја демократије не може реализовати остајањем унутар граница модела представничке демократије и периодичног избора представника. Мора постојати могућност непосредног и директног суделовања (партиципације) грађана у одлучивању. Ово је потребно и пожељно зато, доказује Пејтмен позивајући се на основне идеје Роусоа и Мила, што партиципативна демократија повећава како ефикасност друштвеног управљања, тако и развој сваког појединца: потсиче развој индивидуе, снажи осећај за политичку ефикасност, смањује осећај отуђености од центара моћи, подстиче бригу за друштвене проблеме и доприноси обликовању активних и свесних чланова заједнице који су способни да се ефикасно залажу за послове друштвеног управљања. Постојање механизама партиципативне демократије смањује политичку апатију, која је карактеристична нарочито за доње друштвене слојеве, а која угрожава саму демократију.
Пејтмен сматра да се институције демократске партиципације не могу увести одмах свуда једнако, него да институције партиципације треба уводити, постојати и развијати успоредно са представничким институцијама. Разне облике демократске партиципације могуће је уводити и испробавати како у политичкој сфери (нарочито на локалном нивоу), тако и у економској сфери. Тачне структуре демократске партиципације треба да остану отворене и променљиве, тако да се може експериментисати са новим политичким облицима и учити из њих. На националном нивоу, постојеће институције представничке демократије (парламент, периодични избори, странке, лобији и др.) и даље би требало да имају превладавајући утицај, док друштво не буде свешћу спремно за институције демократске партиципације и на том нивоу, тј. на свим нивоима.

## Утицај
Пејтменина теорија институција и развоја модела партиципативне демократије имала је значајан утицај на политичку теорију, као и на неке социјалне покрете, 1970-их и 1980-их година. Пејтмен је једна од теоретичара нове левице који настоје развити политички ефикасне алтернативе.
У даљем развоју, идеје партиципативне демократије имају утицаја на ставове водећих политичара и на политичке институције. Признаје се, укључујући и документе Европске уније и Уједињених нација, начелна потреба да се политичке одлуке доносе на што нижем нивоу, у зависности од природе проблема, тако да и шири слојеви грађана имају могућност суделовати у процесу доношења одлука.
Разматрајући деловање политичких странака, Керол Пејтмен и други теоретичари нове левице сматрају да су политичке странке значајне за развијање демократије, али да треба инсистирати да оне унутар себе буду организоване тако да омогуће сталну активност, тј. демократску партиципацију свог чланства. У пракси, међутим, наставила се у многим странкама снажна тенденција ка превласти страначких вођа и професионалног апарата. Изузетак су зелене странке и нове странке демократског социјализма, које су обично повезане са новим друштвеним покретима, и које у правилу доследније инсистирају на партиципативним демократским начелима.
Концепције значаја политичке партиципације имале су и снажан утицај на развој нових друштвених покрета од 1970-их година као што су феминистички покрет, антиратни и мировни покрет, покрет за глобалну правду и солидарност са трећим светом, еколошки покрет, ЛГБТ покрет итд.

## Е-демократија
Партиципативна демократија настоји створити прилике за све чланове заједнице да дају значајан допринос доношењу одлука и настоји проширити распон људи који имају приступ таквим могућностима. Пошто се много информација мора прикупити да би процес доношења одлука био успешан, савремена технологија и технолошке иновације у области електронске демократије могу пружити значајне могућности које воде до развоја модела потребних за оснаживање партиципативних демократских институција, посебно кроз оне дигиталне платформе које омогућавају широку дебату заједнице, повећање знања, те једноставно и брзо гласање.